# Мадонна біля сходів
«Мадо́нна бі́ля схо́дів» (італ. Madonna della scala; також — «Мадо́нна на схо́дах») — мармуровий барельєф, створений італійським скульптором Мікеланджело Буонарроті близько 1491 року[а]. Це найбільш ранній з відомих його творів, що зберігся, і один із перших незалежних. Фриц Ерпель писав, що у цьому творі «…уже впізнається зрілий Мікеланджело, у захоплюючому контрасті між благородною шиєю та грудьми мадонни і атлетичним плечем немовля Христа, між лінеарною перевантаженістю спини мадонни і біжучою грою бганок її одягу». Шильяно назвав барельєф «загадковим, передчасним». На його думку, у барельєфі «Мадонна біля сходів» юний скульптор «освоїв і надав нової форми урокам Донателло, свого найвидатнішого попередника», «долучився до великої скульптурної традиції».

## Історія твору

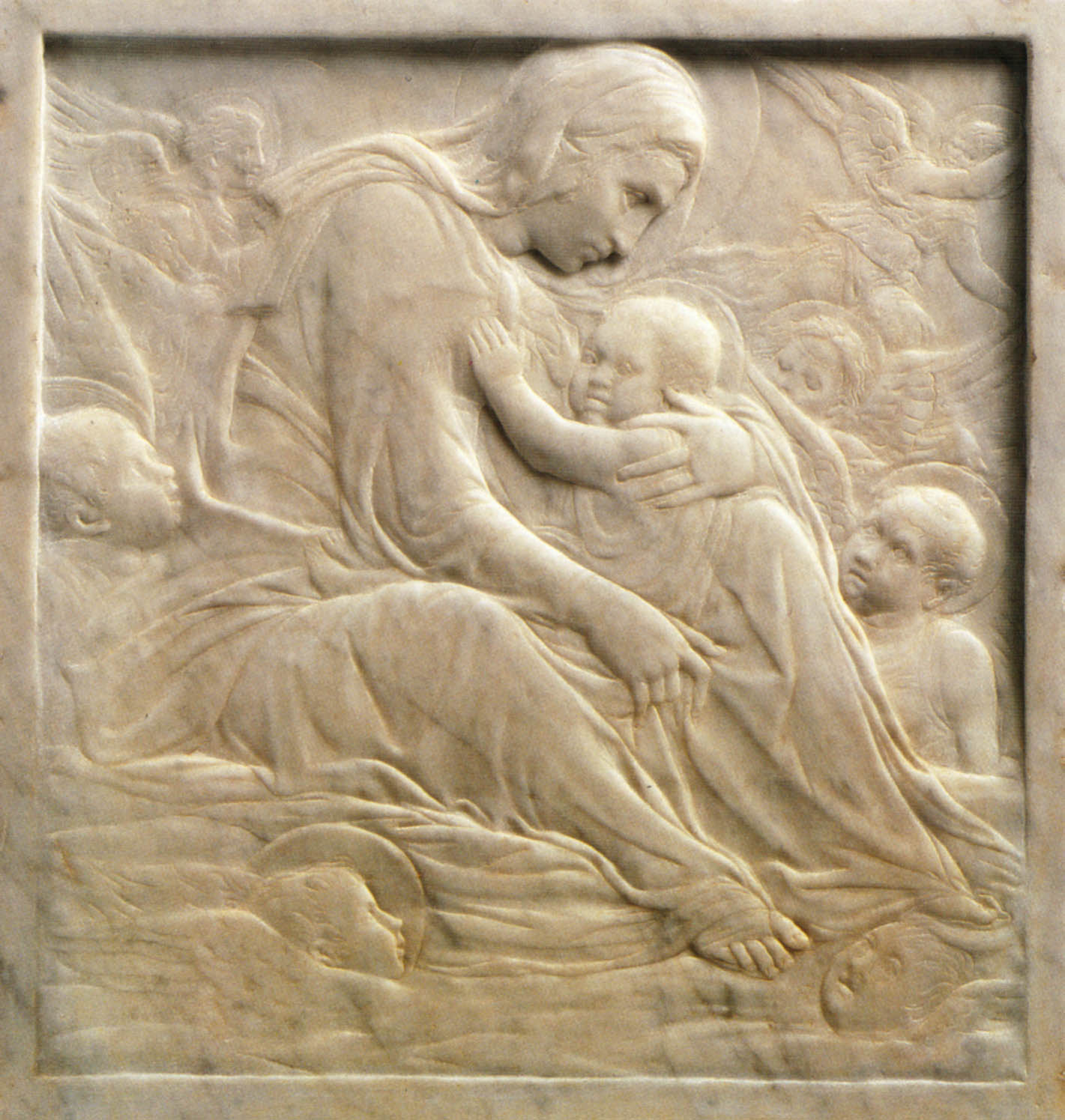
Донателло. «Мадонна з дитям» («Мадонна у хмарах»)
(бл. 1430)

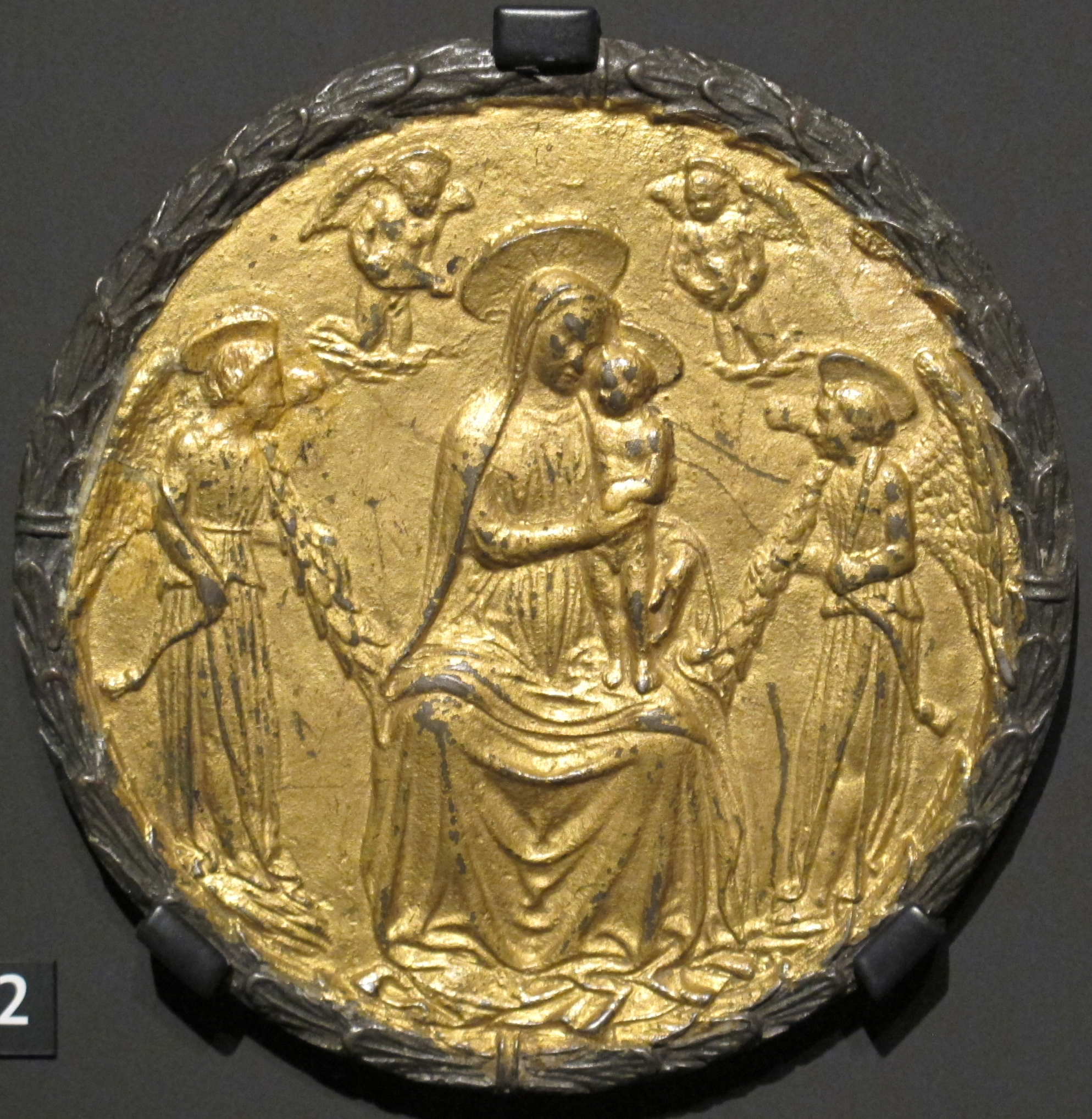
Тондо «Мадонна і янголи»
(майстерня делла Роббіа)

Карел Шульц, «Камінь і біль», с. 193 —194
Ірвінґ Стоун, «Муки і радості», с. 137 —138

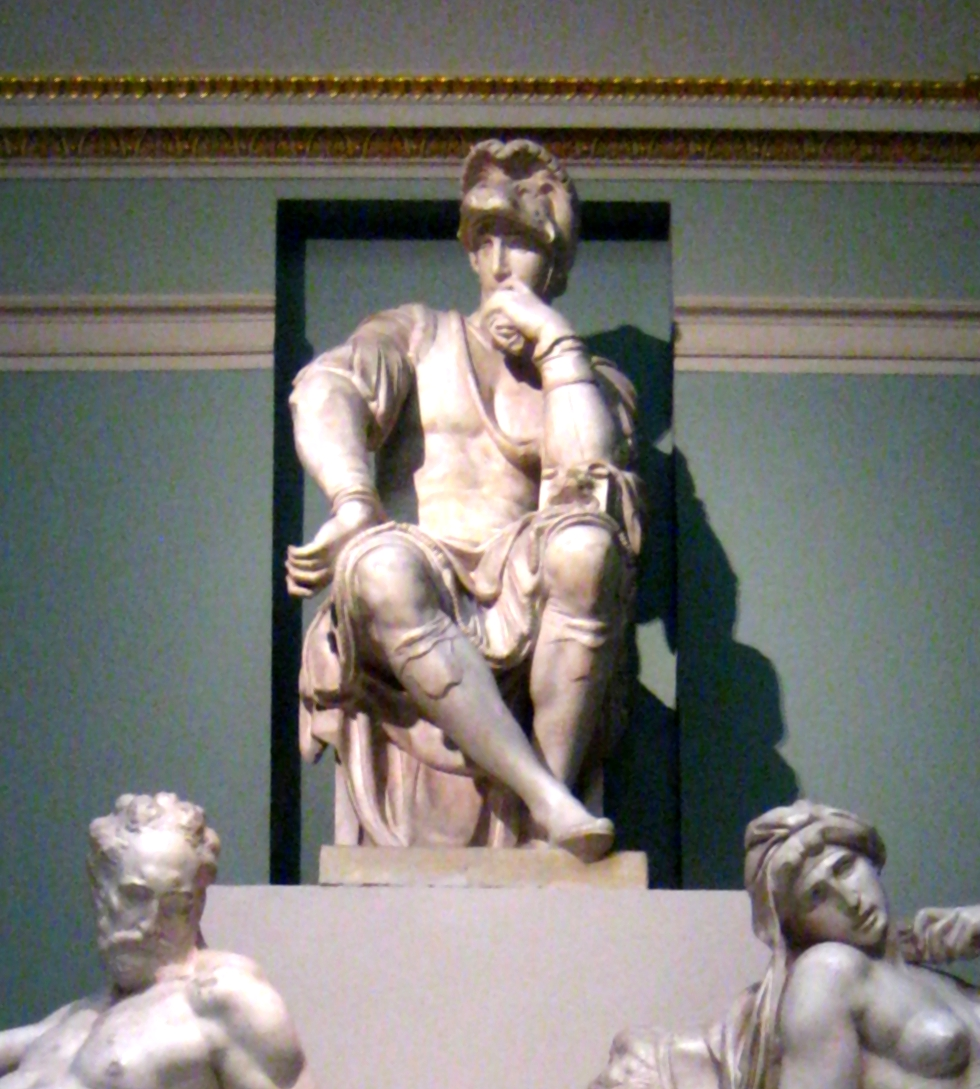
«Лоренцо II Медичі»
(бл. 1521 —1534)

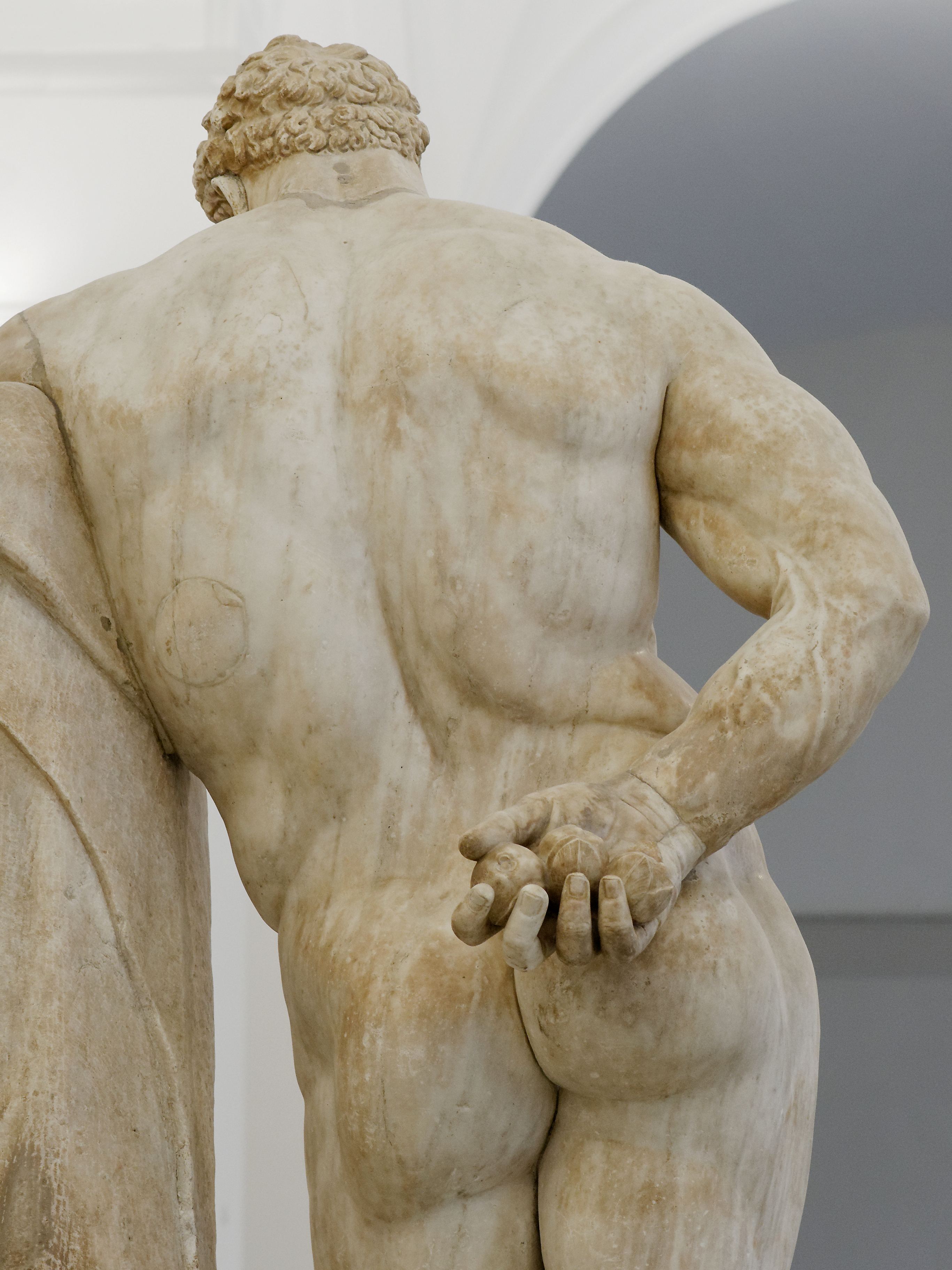
«Геракл Фарнезький»(фрагмент)

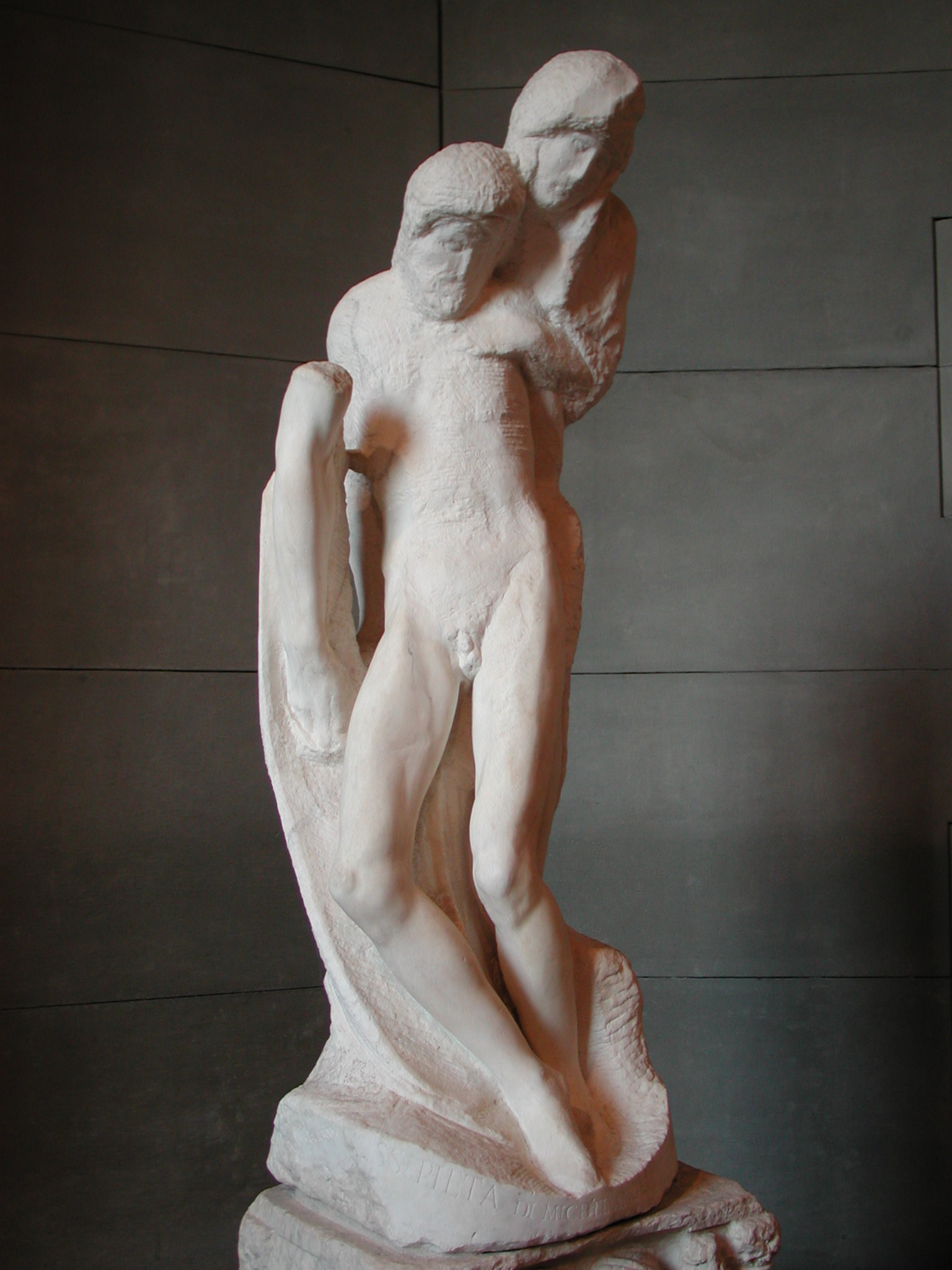
«Ронданіні П'єта»
(бл. 1555 —1564)

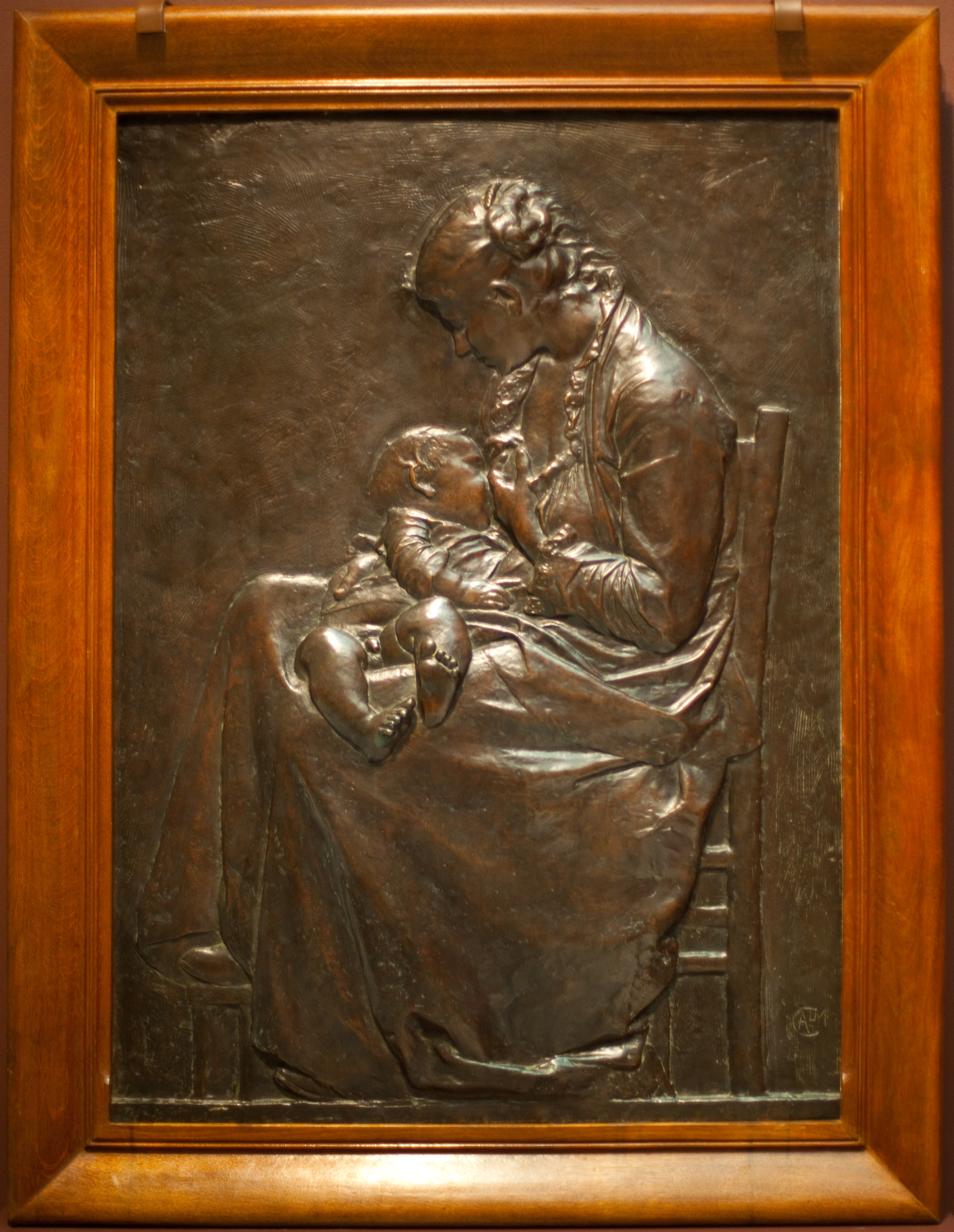
Александр Шарпантьє. «Материнство» (бл. 1883—1893)

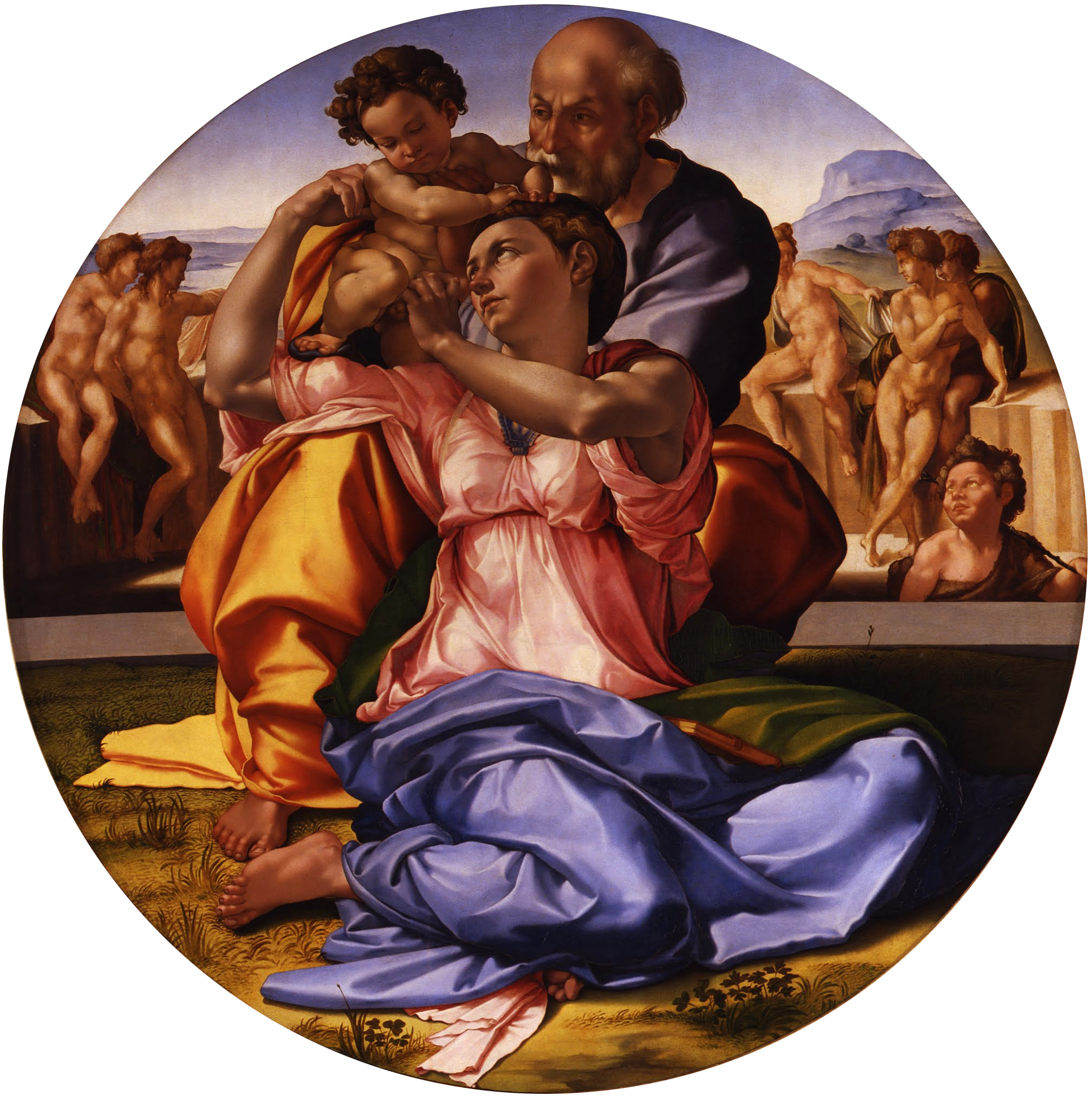
«Мадонна Доні» (бл. 1506 —1508)

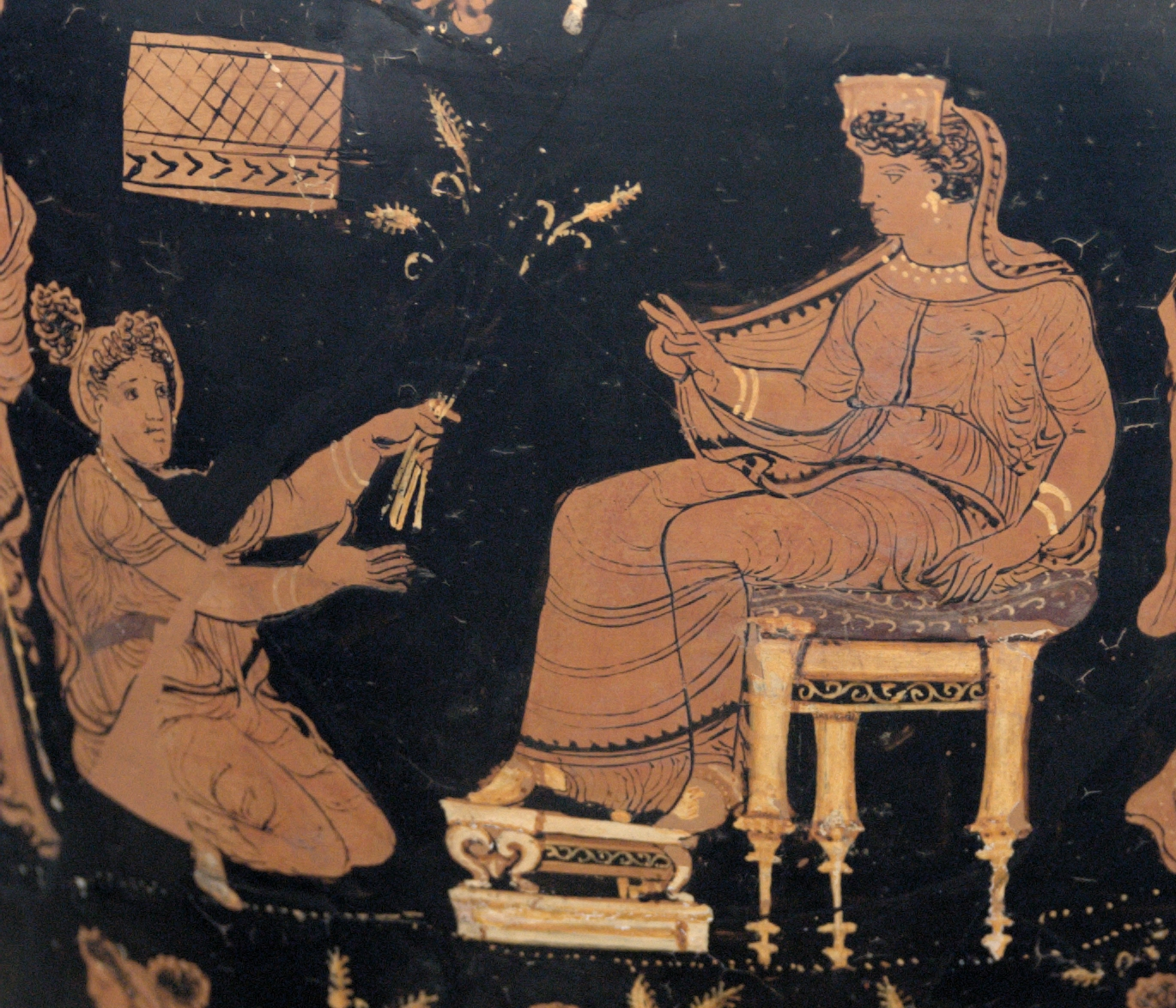
«Деметра на троні» (Елефсинська гідрія, фрагмент, бл.430 до н. е.)

Образ мадонни з немовлям — був дуже поширений в італійському мистецтві кінця 15 століття. Він розроблявся і художниками, і скульпторами. Зокрема, серед найбільш відомих картин митців Флоренції періоду Протовідродження та раннього Відродження є «Богоматір з немовлям та двома ангелами» Франческо Пезелліно, «Богородиця з немовлям» Філіппіно Ліппі, «Мадонна Магніфікат» Сандро Боттічеллі, «Богородиця» Нері ді Біччі тощо. У скульптурі до цього образу зверталися Бернардо Росселліно, Дезідеріо да Сеттіньяно, Андреа Орканьї, Агостіно ді Дуччо, Бенедетто да Майяно, Міно да Ф'єзоле та інші. З барельєфів — «Божа матір з немовлям» Луки делла Роббіа, твори Антоніо Росселліно, Донателло та інших.
З 1490 по 8 квітня 1492[б] Мікеланджело, що з 1489 року став учнем у художній школі Лоренцо Пишного у саду Казино Медичео (сад монастиря Сан-Марко чи Медіцейських садах), жив у палаццо Медичі. Мармур для учнів, а також усі інші потрібні матеріали закуплялися за гроші Лоренцо, але готовий твір ставав власністю митця. На відміну від його пізнішого «Вакха», і «Мадонна біля сходів», і «Битва кентаврів» зроблені із каррарського мармуру[в].
«Мадонна біля сходів» залишалася у родині Мікеланджело до самої смерті митця у 1564 році. 1566 року Леонардо, племінник Мікеланджело, подарував барельєф Козимо I Медичі, попередньо зробивши бронзову копію. Новий герцог Медичі 1616 року повернув скульптуру родині. Пізніше її передали до колекції музею Каза Буонарроті (1617). У музеї барельєф розташований на сусідній стіні із «Битвою кентаврів».
1930 року було зроблено гіпсовий прототип барельєфа, а 2010 року з неї було зроблено ще вісім бронзових копій (литво — Fonderia Marinelli).
2008 року вийшла книга фотографій творів скульптора «Мікеланджело: Рука майстра» (італ. «Michelangelo: La Dotta Mano»). Точна копія барельєфа «Мадонна біля сходів», виконана з мармуру, стала обкладинкою цього видання. Початкова ціна за книгу становила близько 100 тис. євро (сама книга, футляр та підставка для неї, а також 500 років гарантії). Вихід книги було приурочено до відзначення 500-річчя початку робіт Мікеланджело над фресками стелі Сикстинської капели. Всього було заплановано видати 33 примірники книги.

### Питання авторства
Про цей твір Мікеланджело не згадує Асканіо Кондіві, але він згадується у другому виданні «Життєписів» Вазарі (1568). Колін Айслер (англ. Colin Eisler), професор Інституту мистецтв Нью-Йоркського університету, повністю заперечував автентичність барельєфа.

## Опис
За композицією «Мадонна біля сходів» і нагадує живопис, і відрізняється від нього. Барельєф зображує жінку, що сидить біля сходів на камені (лаві?). Поруч неї граються четверо дітей — троє на сходах, а один ледь видніється з-за її плеча. Зображене близьке до побутового жанру, звідси і сходи, і бешкетники-діти.

### Мадонна
Мікеланджело відмовився від фронтального ракурсу. Жінка сидить і дивиться вбік, а не на глядача. Німб навколо її голови підкреслює, що це — Матір Божа. Круг сяйва дещо виступає за площину і частково заходить на необроблену частину мармуру. До Марії горнеться сонна дитина, права ручка якої закинута за спину. Мати ніжно прикриває голівку улюбленої дитини, аби не розбудити її. Немовля зображене без німба. Поза мадонни наче розслаблена, що підкреслено схрещеними ногами. Марія задумана, вона передчуває свою трагічну долю і знає, що чекає на сина.
Мадонна юного Мікеланджело (на той час хлопцеві було 15 —16 років) — це кремезна і могутня жінка, а не тендітна, млява чи простувата, як у творах інших тогочасних митців. Його мадонна відрізняється і від мадонн Донателло, і Джованні Пізано, які зображали їх сповненими болю. Вона здатна народити богатиря і виховати героя. Щось подібне зустрічається у Мазаччо, твори якого старанно вивчав і замальовував молодий Мікеланджело[г].
За Саймондзом, уже у цій мадонні простежуються натяки на «чарівну велич» подальших його робіт.
Марсель Бріон писав, що фігура жінки створює враження монументальності твору, незважаючи на його невеликі розміри, а голі сходові марші і кам'яний куб контрастують із м'якими лініями її одягу. На думку Лібмана, ця внутрішня монументальність проявляється «навіть у крутих сходах, зависоких для простих смертних».

### Немовля
Ісус зображений дуже незвично — спиною до глядача. З одного боку — це просто дитина, що заснула у мами на грудях, з іншого — його права рука, м'язиста, зовсім недитяча, підкреслює божественність його природи. Безвільність закиненої правої руки також використовувалася Мікеланджело як символ сну чи смерті. Так зображені «Лоренцо II Медичі», Ісус у «Флорентійській П'єті». Також вперше в історії мистецтва погляди матері та її дитини не звернені один на одного чи в одну сторону. Плечі Ісуса відтворені із врахуванням класичних пропорцій, характерних для періоду пізньої античності.
Уже у цьому барельєфові проявляється його бажання зображувати сильне, атлетичне тіло, а його подальші скульптури будуть випромінювати амбівалентність та протиріччя.

### Діти
У творах митців Відродження та бароко часто зображувалися маленькі хлопчики, іноді з крилами. Їх ще називають «путті» (італ. putti, множина від італ. putto — «маленький хлопчик», «амур»). Цей елемент також використовував Донателло. У Мікеланджело зображені діти відіграють не тільки декоративну роль. Вони могли трактуватися як внутрішні символи, мистецьке вираження концепції нервів[д]. Моніка Джирарді підкреслює деяку невпевненість у пропорціях та побудові перспективи юним митцем.
Діти тримають довгу тканину. Можливо — плащаницю, якою згодом буде закутано тіло Христа.

### Сходи
На думку Гері Радке (англ. Gary Radke), професора історії мистецтва, «Мадонна біля сходів» призначена для споглядання знизу вверх, стоячи на колінах. Тоді з'являється перспектива, яка здається дещо примітивною, якщо дивитися на барельєф на рівні очей. Цього ефекту Мікеланджело досягнув за рахунок специфічної різьби ліній сходинок, і це підкреслюється також правою ногою мадонни, яка дещо вище виступає над поверхнею ніж інші елементи барельєфа, а отже є найближчою до глядача.

## Техніка виконання
Для створення барельєфа Мікеланджело використав прийом низького рельєфу (італ. rilievo schiacciato), характерний для творів Донателло. Про очевидність цього наслідування писав і Вазарі: «Мікеланджело, будучи ще молодим, намагався наслідувати манеру Донателло і мав у цьому успіх, бо ця Мадонна здається справжнім твором Донателло, за винятком лише того, що в ній більше грації й чіткості малюнка». Айнем пише, що ця робота Мікеланджело дуже нагадує давньогрецькі роботи 4 століття, але не вважає, що можна це твердження прослідкувати далі. Поверхня барельєфа «Мадонна біля сходів» ретельно зашліфована, чим відрізняється від іншого його раннього твору «Битва кентаврів».

## Інтерпретації
Існують різноманітні трактування образу «Мадонни біля сходів».
За Фрицом Ерпелем, перила сходів та лінія спини Івана Хрестителя, що схилився на них, утворюють хрест, який виходить або закінчується правою долонею Богоматері. П'ять сходинок нагадують про сходи ката[е]. Ерпель також звертає увагу на те, що дітей четверо, і четверо євангелістів було серед апостолів Христа.
Говард Бенджамін Гіббард (англ. Howard Benjamin Hibbard), американський мистецтвознавець, професор Колумбійського університету, вважав, що куб, на якому сидить Мадонна, може символізувати собою герметичну досконалість. Також Христос є наріжним каменем церкви[ж], а саме його Марія тримає на колінах.
Ерік Шильяно наводить думку психіатра Роберта Ліберта (англ. Robert S. Liebert), який вважав, що барельєф «є збірним образом годувальниці та біологічної матері Мікеланджело, які були назавжди втрачені для нього. Прагнення віднайти це втрачене відчуття щастя у симбіотичному поєднанні із грудьми було могутньою рушійною силою для Мікеланджело, на що натякають і жарти про годувальницю, наведені у Вазарі та Кондіві»[и]. Шильяно вважає, що цим може пояснюватися така разюча відмінність мадонн з немовлям Мікеланджело, від матерів того ж Рафаеля чи Філіппіно Ліппі. Мадонни Мікеланджело — «надзвичайно відсторонені, амбівалентні та нетутешні»[к].
Шильяно проводить паралель між найбільш раннім твором «Мадонна біля сходів» та останньою відомою скульптурою «Ронданіні П'єта», як своєрідне возз'єднання матері та уже дорослого сина, долю якого вона знала ще коли той був немовлям.
На думку мистецтвознавця Саймона Абрагамса (англ. Simon Abrahams), Мікеланджело зобразив себе як Христа, а спиною він повернений до глядача, щоб не було видно, що у руці він тримає «різець і молоток», добуті з молока матері. За його прочитанням сама Марія є каменем, з якого скульптор-немовля робить свою статую. Діти — це теж Мікеланджело, його «alter ego», які допомагають йому-скульптору дістатися до його статуї-мадонни чи композиційно зв'язують його із нею.

## Образ у мистецтві
Барельєф «Мадонна біля сходів» став іконографічним зразком для твору «Материнство» (фр. Jeune mère allaitant son enfant; дослівно — «Молода матір годує немовля») французького скульптора Александра Шарпантьє (фр. Alexandre Charpentier).
Барельєф згадується у біографічному романі «Камінь і біль» Карела Шульца (1943). У ньому мадонна зображена царицею прийдешнього Царства Небесного, що сидить на сходах наче жебрачка і охороняє своє немовля. Також про твір написано у романі «Муки і радості» Ірвінґа Стоуна (1961). За Стоуном, цей образ є синтезом грецької (язичницької) та християнської філософій: сюжет християнський, але присутній героїзм та відстороненість, характерні саме для аттичних скульптур[л].

## Виноски
1. ↑  Шульц, 2006, с. 171.
2. ↑  Wallace, 2010, с. 8.
3. 1 2 3 4 5 6 7  Эрпель, 1990, с. 16.
4. 1 2 3  Scigliano, 2005, с. 42.
5. ↑  Scigliano, 2005, с. 52.
6. 1 2  Einem, 1973, с. 12.
7. ↑  Irving Stone. The Agony and the Ecstasy (англ.) . www.scribd.com. с. 151—152. Архів оригіналу за 7 серпня 2012. Процитовано 1 червня 2012.
8. ↑  Шульц, 2006, с. 111.
9. 1 2  Микеланджело. Поэзия. Письма, 1983, с. 6.
10. 1 2  Scigliano, 2005, с. 54.
11. 1 2  Madonna della Scala (Madonna of the Stairs) (англ.) . www.michelangeloexperience.com. 9 вересня 2010. Архів оригіналу за 10 січня 2014. Процитовано 1 червня 2012.
12. 1 2  Marina Melchionda (9 грудня 2009). Michelangelo. La Dotta Mano: When the Renaissance Genius Becomes a Work of Art (англ.) . www.i-italy.org. Архів оригіналу за 7 серпня 2012. Процитовано 8 червня 2012.
13. ↑  Elisabetta Povoledo (31 травня 2008). Michelangelo for Readers With Deep Pockets (англ.) . The New York Times. Архів оригіналу за 7 серпня 2012. Процитовано 8 червня 2012.
14. ↑  Carolyn Kellogg (11 листопада 2008). The learned (and pricey) hand of Michelangelo (англ.) . Los Angeles Times. Архів оригіналу за 7 серпня 2012. Процитовано 8 червня 2012.
15. ↑  Einem, 1973, с. 273.
16. 1 2  Symonds, 1893, с. 19.
17. ↑  Брион, 2002, с. 34.
18. ↑  Либман, 1964, с. 9.
19. 1 2 3 4  Simon Abrahams (2008). Michelangelo’s Madonna of the Stairs (PDF) (англ.) . Архів (PDF) оригіналу за 22 червня 2013. Процитовано 2 червня 2012.
20. 1 2  Girardi, 2006, с. 17.
21. ↑  Scigliano, 2005, с. 101.
22. ↑  Scigliano, 2005, с. 280.
23. 1 2  «Мадонна на лестнице» мраморный барельеф (1490-1492) (рос.) . www.mikelangelo.ru. Архів оригіналу за 7 серпня 2012. Процитовано 8 червня 2012.
24. ↑  Gary Radke: Dean's Professor of the Humanities, Professor of Art History (англ.) . Syracuse University: The College of Arts and Science. Архів оригіналу за 7 серпня 2012. Процитовано 8 червня 2012.
25. ↑  Вазарі, 1970, с. 499.
26. ↑  Вазарі, 1970, с. 304.
27. ↑  Einem, 1973, с. 13.
28. 1 2  Scigliano, 2005, с. 34.
29. ↑  Scigliano, 2005, с. 302 —303.
30. ↑  Вазарі, 1970, с. 298.
31. ↑  Alexandre Charpentier. Young Mother nursing (англ. та франц.) . www.musee-orsay.fr. Архів оригіналу за 7 серпня 2012. Процитовано 12 червня 2012.
32. ↑  Шульц, 2006, с. 194.
33. ↑  Стоун, 1991, с. 146 —147.
34. ↑  Scigliano, 2005, с. 35.